# Cyclosa vicente
Cyclosa vicente är en spindelart som beskrevs av Levi 1999. Cyclosa vicente ingår i släktet Cyclosa och familjen hjulspindlar. Inga underarter finns listade i Catalogue of Life.